# Округ Вобанси (Канзас)
Округ Вобанси (енгл. Wabaunsee County) је округ у америчкој савезној држави Канзас. По попису из 2010. године број становника је 7.053. Седиште округа је град Алма.

## Демографија
Према попису становништва из 2010. у округу је живело 7.053 становника, што је 168 (2,4%) становника више него 2000. године.
| Група             | 2000.         | 2010.         |
| Белци             | 6.628 (96,3%) | 6.664 (94,5%) |
| Афроамериканци    | 32 (0,5%)     | 29 (0,4%)     |
| Азијати           | 10 (0,1%)     | 10 (0,1%)     |
| Хиспаноамериканци | 128 (1,9%)    | 205 (2,9%)    |
| Укупно            | 6.885         | 7.053         |